# Potisangaba panama
Potisangaba panama là một loài bọ cánh cứng trong họ Cerambycidae.